# Свислочское княжество
Свислочское княжество ― удельное княжество XII—XIV веков, находившееся в низовье реки Свислочь и нижнем течении реки Березины. Размещалось на территории современных Осиповичского, Бобруйского, Кличевского района, а также занимало часть современных Пуховичского, Червенского и Стародорожского районов.

## История княжества

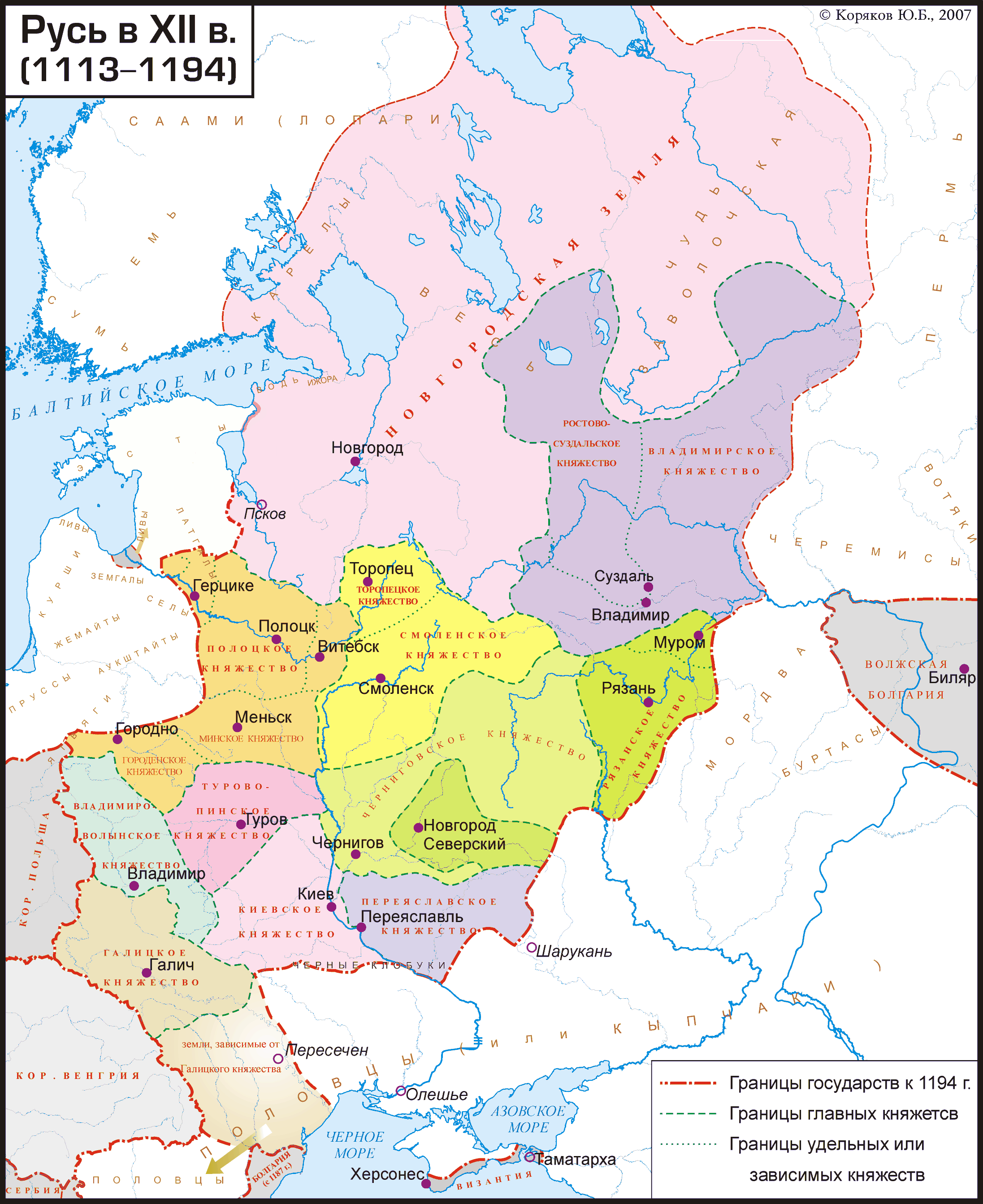
Русь в XII веке

Место Свислочь возникло на рубеже XI—XIII вв. из городища как пограничное поселение замкового типа минского князя Глеба Всеславича, укреплённое валом и рвом.
После кончины свислочского князя Семёна (Феодосия), не оставившего наследников, около 1352 года княжество вошло в состав Великого княжества Литовского и было поделено между виленским князем Ольгердом и трокским князем Кейстутом.
После них свислочскими землями владел внук Гедимина и двоюродный брат Ягайло князь заславский Семён Явнутович, умерший бездетным.
В 1387 году великий князь литовский Ягайло отдал земли Свислочского княжества своему брату Скиргайло. Позже ― это небольшая волость, управляемая великокняжеским наместником.
В пору реформ 1565—1566 гг. Свислочская волость как повет вошла в Минское воеводство.